# Aspila dejeani
Aspila dejeani är en fjärilsart som beskrevs av Charles Oberthür 1893. Aspila dejeani ingår i släktet Aspila och familjen nattflyn. Inga underarter finns listade i Catalogue of Life.